# Бен-Закай
Бен-Закай (ивр. בן זכאי‎) — религиозный мошав, расположенный в центральной части Израиля. Административно относится к региональному совету Хевель-Явне.

## История
Мошав Бен-Закай был основан 17 апреля 1950 года последователями движения «Ха-поэль ха-мизрахи». Основателями мошава были репатрианты из города Триполи (Ливия), которые ранее жили в близлежащей маабаре «Йоханан».
Первоначально поселение называлось «Явне III», а позже оно было названо в честь рабби Йоханана бен Заккая, который был одним из мудрецов периода Мишны и одним из основателей центра Торы в Явне после разрушения Иерусалима.

## Население
По данным Центрального статистического бюро Израиля, население на начало 2020 года составляло 1 132 человека.